# Sylar
Gabriel Gray, più conosciuto come Sylar, è un personaggio della serie televisiva Heroes, interpretato da Zachary Quinto e doppiato da Alessio Cigliano.

## Biografia

### Prima stagione - Volume uno: Genesi
Gabriel Gray lavora come orologiaio nel negozio di suo padre nel Queens, a New York. Reduce di un'infanzia infelice, trascurato dai genitori e perseguitato da un crescente senso di inadeguatezza e di conformismo con gli altri, Gabriel ha sviluppato una tendenza a sperare di diventare qualcosa di più, per poter finalmente distinguersi alla massa. Quando viene contattato da Chandra Suresh che gli spiega la sua teoria sull'evoluzione umana, il ragazzo si apre alla speranza che il suo sogno si stia realizzando. Chandra ne intuisce il potere (ovvero capire il funzionamento delle cose, infatti è un ottimo orologiaio e capisce il malfunzionamento degli orologi solo ascoltandone il ticchettio), però spaventato dalle inclinazioni di Gabriel lo licenzia dicendo di non aver ottenuto risultati dalle analisi e lo cancella dalla lista. Gabriel contatta una delle persone della lista usando lo pseudonimo di Sylar (nome che altro non è che la marca dell'orologio che porta al polso), scoprendo che vuole essere curato. Capendo l'affermazione di Suresh sulla sua teoria che i poteri risiedono nel cervello, Sylar uccide l'uomo e, osservandone il cervello, apprende il potere di quest'ultimo diventando telecinetico. Da quel momento Sylar diventa una sorta di "collezionista di poteri", uccidendo tutte le persone che incontra con poteri speciali, ritenendoli "indegni", poiché la maggior parte di loro vuole essere normale e liberarsene. Sylar finalmente si considera unico in quanto tutti i "mutanti" possiedono un solo potere ciascuno mentre, lui è capace di apprenderne di nuovi. In realtà, il suo uccidere gli altri "dotati" non è altro che una replica del potere di Peter Petrelli. Anche Peter infatti assorbe i poteri altrui, ma involontariamente e senza provocare nessuna conseguenza agli altri. Sylar invece li comprende e li replica perfettamente acquisendone in breve tempo il totale controllo.
Dopo la morte del professor Suresh, Sylar usa quindi la sua lista per trovare le persone dotate di superpoteri, per poterle ucciderle e assorbirne i poteri. Il primo caso di omicidio commesso da Sylar che ci viene presentato è quello dei coniugi Walker, in cui l'unica superstite è la piccola Molly, la figlia della coppia. Ovviamente anche la piccola ha un potere e Sylar cerca di portarla via dagli uffici dell'FBI in cui è stata nascosta per ucciderla, ma viene fermato da Matt Parkman. Tempo dopo uccide una cameriera texana di nome Charlie Andrews, dotata di una supermemoria. Sentendo parlare di una cheerleader di nome Jackie Wilcox che aveva salvato un uomo da un incendio senza procurarsi un graffio, Sylar decide di andare alla partita dell'Homecoming della scuola frequentata dalla ragazza. Trovandola e avvertendo la presenza di un soggetto avanzato, la uccide aprendole il cranio, ma si accorge che in realtà è la sua amica Claire Bennet ad essere dotata del potere della rigenerazione spontanea. Allora cerca di uccidere anche lei, ma viene fermato da Peter Petrelli. Sylar scappa sulle colline e viene catturato da Eden McCain e dall'Haitiano che lo portano da Noah Bennet, il padre della ragazza, nonché agente dell'Impresa, un'organizzazione che tenta di tenere sotto controllo i soggetti avanzati. Sylar viene usato come cavia per gli esperimenti dell'Impresa, finché non viene dichiarato morto dallo scienziato che lo stava analizzando. Sylar, in realtà ancora vivo, lo uccide e imprigiona Bennet, rubandogli i documenti per raggiungere casa sua e uccidere Claire. A casa Bennet fa la conoscenza di Sandra, la madre di Claire, a cui si presenta come un dipendente del marito. Incuriosita e preoccupata dalle troppe domande dell'uomo su Claire, la donna cerca di chiamare il marito, ma Sylar le rivela le sue intenzioni e sta per ucciderla quando Bennet arriva con l'Haitiano, mettendolo in fuga. Sylar torna a New York dove incontra Zane Taylor, un giovane musicista che ha sciolto tutti gli oggetti presenti in casa usando il suo potere di controllo delle temperature. Sylar lo uccide, ma viene sorpreso dalla visita di Mohinder Suresh, figlio del professore che lo aveva analizzato, giunto in America per continuare la ricerca del padre. Fingendosi Zane, chiede a Mohinder di poterlo seguire per conoscere altre persone come lui.
Tempo dopo, approfitta dell'occasione per conoscere Dale Smithers, una meccanica, e acquisire il suo potere, un superudito. Suresh scopre su internet un articolo sulla morte del vero Zane Taylor e decide di analizzare Sylar, usando il suo DNA per compilare un'altra lista di soggetti avanzati. Sylar, però, si libera e inchioda Mohinder al soffitto. Poco dopo arriva Peter Petrelli, che credeva di aver ucciso in Texas, scoprendo che è un soggetto avanzato e lo uccide sparandogli una scheggia di vetro nel cervello prima di essere steso da Mohinder. Al suo risveglio, Mohider e la sua vittima sono scomparsi e la lista è distrutta, ma resta uno stralcio di giornale con un solo nome leggibile: Isaac Mendez. Allora va dall'uomo, ma scopre che grazie al suo potere ha dipinto il modo per ucciderlo, così inizia a torturarlo per farsi dare la localizzazione del quadro. Dopo averlo ucciso, Sylar scopre che assorbirà il potere di un uomo radioattivo. Capendo che qualcuno lo sta seguendo, Sylar decide poi di andare a nascondersi a casa di sua madre, contenta di rivedere il figlio dopo tanto tempo. Dopo averla involontariamente uccisa in una colluttazione, si convince che sarà lui a far esplodere la città e impadronitosi del potere di Ted Sprague affronta, in Kirby Plaza, Peter e gli altri soggetti avanzati che ha incontrato. Durante lo scontro però, appena capito che a far esplodere la città non sarà lui ma lo stesso Peter, viene trafitto dalla spada di Hiro Nakamura. Prima che questo possa uccidere Peter per scongiurare l'esplosione, Sylar scaraventa via il giovane giapponese e si accascia, apparentemente senza vita.
Nel prologo al secondo volume si scopre che Sylar in realtà è ancora vivo ed è riuscito a scappare strisciando verso un tombino.

### Seconda stagione - Volume due: Generazioni
Sylar si ritrova confinato in un luogo isolato in mezzo alla foresta, dove l'Impresa lo ha curato. Si prende cura di lui Candice, che lo accudisce facendo di tutto per allietare la sua convalescenza tramite le sue illusioni. Seppur ancora privo di poteri uccide Candice e ne assorbe il potere, pur non essendo ancora in grado di usarlo. In seguito viene recuperato dai fratelli Maya e Alejandro Herrera, e poco tempo dopo, capisce che sono entrambi soggetti avanzati, perciò decide di condurli negli Stati Uniti con l'unico scopo di ucciderli e impossessarsi dei loro poteri. Maya s'innamora di lui mentre Alejandro dubita delle sue buone intenzioni. Poco tempo dopo, Alejandro scopre che Sylar ha ucciso la propria madre qualche mese prima, ma questi cerca subito di spiegare che è stato un incidente e che era lei a volerlo uccidere dopo aver scoperto i suoi poteri. Mentre Maya gli crede, Alejandro si convince definitivamente delle sue vere intenzioni e decide di ucciderlo durante la notte. Sylar si difende dall'aggressione uccidendo Alejandro con un tagliacarte. Subito dopo Maya gli si dichiara e lo bacia, non accorgendosi della tragedia appena avvenuta. Una volta arrivati a casa di Mohinder, Sylar contatta il genetista telefonicamente ricattandolo: o gli fornisce una cura per recuperare i suoi poteri, o avrebbe ucciso Molly.
Arrivato nella sua abitazione, Mohinder scopre il potere di Maya e per poco non vengono entrambi uccisi dal veleno, quindi Sylar costringe Mohinder a preparargli la cura, ma lui cerca in tutti i modi di portarlo nel suo laboratorio, un tempo abitazione di Isaac Mendez, per far in modo che l'Impresa, tramite le telecamere installate, si accorga di quanto stia accadendo. Maya scopre tramite Molly che suo fratello Alejandro risulta introvabile, quindi morto, allora cerca di aggredire Sylar che le spara. Intanto Mohinder cerca di perdere tempo così che Sylar trova la cura nascosta in una custodia e per essere sicuro degli effetti, fa iniettare la prima fiala (contenente il sangue di Claire mischiato con quello di Mohinder) nel corpo di Maya, rimarginandone le ferite. Nell'istante in cui Sylar fa la piacevole scoperta giunge Elle Bishop che, accortasi di cosa stava succedendo nel laboratorio tramite le telecamere installate, affronta Sylar: nonostante sia privo dei suoi poteri riesce a fuggire portandosi con sé una fiala della cura.
Al termine del secondo volume si vede Sylar che seduto a bordo strada si inietta il contenuto della fiala, le sue ferite si rimarginano e riprende il controllo di tutti i suoi poteri.

### Terza stagione

#### Volume tre: Criminali
Sylar riesce a penetrare in casa di Claire, e dopo una breve lotta, in cui viene gravemente ferito al petto da un coltello conficcatogli dalla ragazza, riesce ad immobilizzarla con la telecinesi e ad aprirle il cranio.
Claire, grazie al suo potere, sopravvive, ma Sylar, dopo aver analizzato il suo cervello, senza asportarlo, acquisisce il potere della rigenerazione spontanea, riuscendo così a salvarsi dalla grave ferita infertagli.
Mentre Sylar abbandona casa Bennet, dopo aver trafugato alcuni dati su altre possibili vittime a cui rubare i poteri imprigionati in una struttura dell'Impresa. Grazie ai documenti rubati a casa di Noah, Sylar arriva al Livello 5 della Compagnia dove, dopo aver ucciso Bob Bishop, acquisendo il potere dell'alchimia, attacca Elle e Noah Bennet.
Tenta di asportare il cranio di Elle, ma lei emettendo una scarica elettrica involontaria estremamente forte, stordisce Sylar e fa saltare il sistema elettrico dell'Impresa, consentendo la fuga dei soggetti avanzati rinchiusi. Solo Sylar viene immobilizzato e tenuto sotto osservazione da Angela Petrelli, succeduta a Bob a capo dell'organizzazione. Angela Petrelli rivela poi a Sylar di essere la sua madre biologica e confessa il suo rimpianto per averlo dato in adozione e promette di avere cura di lui. La stessa nel terzo episodio, Uno di noi, uno di loro, manda nella cella in cui è rinchiuso, Bridget Bailey, per fargli acquisire il suo potere della percezione degli eventi collegati con una persona, dal possesso di un oggetto appartenente ad essa (psicometria).
Per rintracciare il Peter del presente, imprigionato da quello venuto dal futuro, nel corpo di uno dei "criminali", Jesse Murphy, scappato insieme agli altri detenuti del Livello 5, Angela Petrelli manda Sylar e Noah ad affrontare la banda di criminali, che in quel momento hanno preso in ostaggio alcune persone in una banca. Arrivati sul luogo del crimine, i due si fingono agenti dell'FBI e riescono ad entrare nell'edificio, in cui si trovano Jesse Murphy e gli altri fuggitivi. Noah scopre che Peter non è più nel corpo di Jesse (Il Peter del futuro è intervenuto fermando il tempo e liberando quello del presente, si è teletrasportato portandolo con sé), allora Sylar ne approfitta per prendere il suo potere, della manipolazione del suono, nonostante le suppliche di Noah di non farlo. Dopo aver riportato uno dei fuggitivi all'Impresa, anche Sylar viene provvisoriamente reimprigionato, anche se protetto dalla madre Angela. Nel quarto episodio, si scopre che Sylar fra 4 anni avrà un bambino di nome Noah, ma la madre non viene rivelata. Il Peter del presente, va a trovarlo e dopo aver scoperto di essere suo fratello, acquisisce il potere originale di Sylar, anche dopo l'avvertimento di quest'ultimo della pericolosità di tale potere.
Claire, Daphne e Knox del futuro, rintracciano Peter del presente a casa Bennet, dove ormai Sylar e suo figlio abitano.
Durante lo scontro, Knox uccide Noah (il bambino) e Sylar disperato si fa esplodere utilizzando il potere di Ted Sprague, distruggendo tutta la Costa Verde.
Quando Peter torna nella sua epoca, si ritrova nella cella dove è rinchiuso Sylar, quest'ultimo gli dice che ormai è diventato come lui. Peter in preda alla collera gli spezza il collo, e cerca di uccidere la madre, ma Sylar guarendo grazie al potere di Claire riesce a fermarlo facendogli perdere i sensi.
In seguito, quando la madre finisce misteriosamente in coma, Sylar per aiutarla sveglia Peter dal coma farmacologico cui era stato indotto per impedirgli di fare altri danni, quando tuttavia il killer si rivolge ad Angela come "loro madre" Peter letteralmente fuori di sé si avventa sul presunto fratello inducendolo a sua volta in coma e si reca da solo alla sede della Pinehearst, dove finisce preda di un agguato di Arthur. Sarà proprio Sylar ad andarlo a salvare dopo che, grazie alla madre si riprende dal coma; tuttavia, giunto sul posto incontrerà a sua volta il presunto padre biologico Arthur Petrelli, il quale gli farà un vero e proprio lavaggio del cervello convincendolo a restare con loro. Il killer scaraventa quindi Peter fuori dalla finestra e si unisce alla Impresa del padre. Tuttavia il fatto che Peter sia sopravvissuto lascia intendere che Sylar in realtà potrebbe fare il doppio gioco. Nell'ottava puntata della terza stagione viene mostrato il passato di Sylar attraverso la visione di Hiro durante la sua avventura in Africa. È tutto avvenuto precedentemente la prima puntata della prima stagione. In primo luogo viene riproposta la scena dell'assassinio di Brian Davis, prima vera vittima, il quale fu ingannato da Sylar rivelandogli di essere il Dottor Suresh pronto a risolvere il suo problema. Per questo motivo decide di suicidarsi, ma al momento dell'impiccagione viene salvato con una scarica elettrica da Elle Bishop che entra nella sua bottega fingendo di voler far riparare il suo orologio. In realtà lavora per la Compagnia ed è in missione con Noah Bennet con lo scopo di catturare Sylar in quanto sia un assassino. Dunque Elle comincia a frequentarlo e trovarlo e riesce a installare in casa sua una spia con la quale Noah lo terrà d'occhio. Inoltre ruba la lista di Sylar, contenente i nomi di cinque persone con abilità speciali. Fra questi vi è Trevor Zeitlan, un fantomatico alcolista invitato da Elle in casa di Sylar con l'intenzione di mostrargli la sua abilità. Egli, infatti, ha il potere di sparare dei colpi di energia invisibile, come se avesse una vera pistola in mano, e usa tale abilità distruggendo un paio di bicchieri. Elle dichiara che il potere di Trevor sia davvero speciale, ma suscita l'animo di Sylar che a partire dall'incontro con Elle capisce il suo vero senso di vivere. Così con la telecinesi scaraventa Trevor contro un muro e viene attaccato da Elle. Dopo aver scoperto la sua abilità elettrica, le intima di uscire, e sotto gli occhi di Noah attraverso la spia installata, uccide Trevor con la classica scoperchiatura del cranio, rubandogli l'abilità. Nell'episodio nove si scopre che può replicare i poteri degli Heroes che lo circondano (chiamata empatia da Arthur Petrelli), possiede quindi lo stesso potere di Peter. In sintesi Artur gli spiega che prima lui comprendeva i poteri grazie all'analisi del meccanismo cerebrale, ma che può anche comprenderli comprendendo i sentimenti e le emozioni che gli "heroes" provano durante l'utilizzo dei loro poteri. Infatti facendo sfogare Elle comprende le sue sensazioni ed e in grado anche lui di emettere scariche. Questa abilità quindi fa parte delle potenzialità di Sylar, ma in seguito raramente sarà usata.
Sylar ed Elle, vanno alla ricerca di Claire, ma a causa dell'eclissi perdono i loro poteri e hanno uno scontro a fuoco con Noah. Claire per salvare il padre si mette in mezzo e rimane ferita da un colpo di pistola.
Mentre Noah e Claire si allontanano, Sylar ed Elle rimangono da soli. Sylar, resosi conto che forse la sua vita sarebbe potuta cambiare senza poteri, bacia Elle e i due finiscono a letto assieme.
Noah però è tornato per vendicarsi e spara un colpo di fucile. I due scappano, ma Elle rimane ferita. Sylar la porta in un supermercato per medicarla, ma Noah, seguendo le tracce di sangue li trova. Sylar nasconde Elle, dentro un ascensore e dopo un piccolo scontro con Noah, quest'ultimo gli taglia la gola uccidendolo.
Finita l'eclissi, Sylar riacquista i suoi poteri e torna in vita.
In seguito Sylar farà irruzione in casa Bennet con Elle per rapire Claire. Dopo essere stato bloccato al muro con la telecinesi Noah Bannet gli dirà che non appartiene alla famiglia Petrelli e che lo stanno manovrando.
A questo punto arriverà Hiro che teletrasporterà Sylar ed Elle in una costa più lontana, salvando la situazione.
Sylar, dopo aver capito che non può fidarsi di nessuno e aver dichiarato di non poter cambiare, uccide Elle, che poi cremerà in segno dell'amore passato, e chiama Arthur Petrelli per dirgli che non sta più dalla sua parte.
Successivamente acquisirà il potere di riconoscere le bugie e chiedendo ad Arthur se è suo padre capirà che è una bugia e lo ucciderà.
Poi si recherà dal suo secondo falso genitore: Angela Petrelli, dopo aver tenuto in scacco per ore Noah e Meredith, e provocato la morte di quest'ultima e di molti altri soggetti avanzati, riuscito a raggiungere la donna, proprio mentre sta per estorcerle tutta la verità, verrà tuttavia ferito alla testa da Claire, e rimarrà dunque intrappolato nella Primatech durante l'esplosione provocata da Meredith.

#### Volume quattro: Fuggitivi
Nel quarto volume di Heroes, parte della terza stagione, si scopre che i poteri di Claire hanno fatto uscire Sylar illeso dall'incendio, ed il suo unico pensiero è di rintracciare il padre. Trovatolo, lo interroga sul perché abbia abbandonato lui e la madre, e questo risponde che non era la vita che voleva, che sua madre era strana e che lui non era veramente suo figlio, ma era stato adottato come favore verso il suo vero padre: il fratello dell'orologiaio, un uomo di nome Samson Gray. Sylar grazie ai suoi poteri capisce che dice la verità e si trattiene dall'ucciderlo, in seguito si reca all'indirizzo del vero padre ma trova la casa vuota, dove viene attaccato come gli altri "heroes" per essere deportato. Tuttavia, grazie alle sue numerose e potenti abilità si sbarazza facilmente dei suoi aggressori, e per ottenere informazioni ne cattura uno.
Poi si reca dai vicini di casa del padre e minaccia di torturarli. Durante l'interrogatorio scopre che il giovane vicino di casa di Mr.Gray, Luke Campbell, è speciale come lui, ed ha conosciuto Samson Gray, decide dunque di prenderlo come compagno di viaggio.
Sylar inizia quindi un lungo viaggio alla ricerca del padre assieme a Luke, che riesce però a stento a sopportare; inoltre, Sylar comincia ad avere dei flashback riguardanti il padre: rivive il giorno in cui fu venduto al suo padre adottivo e a sua moglie, e di quando vide il padre Samson uccidere la madre con la telecinesi nel modo che in seguito gli rimarrà impresso nel suo modus operandi.
In seguito si sbarazza di Luke, ormai divenuto inutile ai suoi scopi, e si reca dal padre al suo indirizzo con l'intento di ucciderlo.
Quando si trova finalmente faccia a faccia con il padre però Sylar scopre che questo è già malato di cancro. L'uomo inoltre rivela di essere in possesso dello stesso potere del killer e di avere anche lui cercato di accumulare poteri; tuttavia ora che si trova in procinto della morte non è più interessato a ciò, e desidera solo morire in pace. Quando il figlio rivela di possedere il potere della rigenerazione spontanea, tuttavia, il vecchio cerca di ucciderlo per averla a sua volta e poter ritornare l'uomo di prima; Sylar lo mette facilmente fuori gioco, e comprendendo che il vecchio Gray non cambierà mai, decide di lasciarlo al suo destino di una morte lenta di cancro.
In seguito Sylar si alleerà con Danko per dare la caccia agli altri individui speciali e restare l'unico soggetto avanzato sul pianeta. Grazie alla collaborazione inoltre Sylar spera di poter accumulare nuovi poteri, il primo dei quali è quello di mutare forma. In seguito, sempre insieme a Danko tormenterà Bennet e lo costringerà alla fuga, facendo tuttavia capire all'uomo della sua collaborazione con Danko.
Appare quindi in TV con le sembianze di Nathan al fine di chiarire i fatti riguardanti il senatore. Tale trasmissione sarà però vista dalla famiglia Petrelli, che grazie a Noah capirà il vero intento di Sylar: uccidere il Presidente degli Stati Uniti.
Sylar infatti è preda di una crisi d'identità degenerata in follia, dovuta proprio al suo nuovo potere di mutaforma: arriva perfino a dialogare con sé stesso sotto le sembianze della madre, finché decide di rubare l'identità del presidente per poter controllare chiunque nella nazione.
Claire e Noah scoprono i piani di Sylar, ma la giovane si trova proprio a dover fronteggiare questi, che grazie la telecinesi la può muovere come un burattino; in suo soccorso arrivano però Peter e Nathan, i quali affrontano il killer. Durante la lotta Peter riesce a toccare Sylar ed a copiarne le abilità; tuttavia Nathan, trascinato all'esterno dell'edificio, viene ucciso da Sylar.
In seguito si reca dal presidente sotto le sembianze di un suo collaboratore e giunge ad incontrarlo nella sua limousine; non sa tuttavia che l'uomo che incontra è in realtà Peter, trasformato grazie al potere assorbito dal killer; questi tramortisce Sylar con un potente siero.
Più tardi Angela, scoperto il cadavere del figlio, decide di convincere Matt Parkman a cancellare la memoria del killer e fargli credere di essere Nathan; dopo una lunga discussione il poliziotto collabora. Oltre a Matt ed Angela, l'unica altra persona a sapere la verità è Noah. Il ripristino cerebrale funziona a dovere, e Sylar crede quindi di essere Nathan Petrelli, di cui ha anche l'aspetto grazie al suo potere di mutaforma.
Tuttavia, nel prologo al quinto volume viene mostrata una scena ambigua che lascia intendere che l'uomo potrebbe presto ricordare la sua vera identità; è infatti visto da Angela mentre risistema un orologio grazie al suo potere originale della comprensione dei sistemi complessi.

### Quarta stagione - Volume cinque: Redenzione
Nella quarta stagione Sylar è presente in due posti contemporaneamente, difatti è sia nella mente di Matt, cercando di manipolarlo affinché gli ridia il suo corpo, sia in Nathan Petrelli, che sta mano a mano scoprendo di avere altri poteri oltre al volo.
Nel corso della stagione il Sylar nella mente di Matt riuscirà in più occasioni a far utilizzare al poliziotto i suoi poteri telepatici (anche grazie a torture psichiche e mentali). Invece, il Sylar corporeo dalla mente riscritta dopo aver svolto un'indagine su una sua amica d'infanzia morta per colpa sua (o meglio un'amica di Nathan, morta per colpa del senatore Petrelli) viene assassinato da un killer mandatogli contro dalla madre della ragazza e gettato in una fossa. Da tale fossa riemergerà non più con l'aspetto di Nathan Petrelli ma con le sue reali sembianze.
Lo shock ha distrutto il lavaggio del cervello svolto da Matt, ed ora il killer non ricorda proprio più nulla; vagando per strada coprendo di sangue e privo di memoria viene raggiunto dalla polizia, che lo arresta ed interroga, tuttavia essendo privo di memoria non risponde alle domande, dunque gli viene assegnata una psicologa che lo segua. La donna sembra capirlo e conquistarsi la sua simpatia, tuttavia quando i detective scoprono la vera identità dell'uomo tramite le impronte digitali e lo identificano come pericoloso serial killer, Sylar si difende con le sue abilità sbarazzandosi di quasi tutto il distretto di polizia, in seguito supplica la giovane psicologa che l'aveva interrogato, Madeline Gibson, di aiutarlo a fuggire e la donna lo asseconda. Tuttavia vengono raggiunti e la loro auto distrutta; costretti a fuggire per le campagne vengono nuovamente raggiunti ma Madeline gli dice di fuggire e che ci penserà lei ai poliziotti; sicché Sylar fugge e, più avanti si trova all'entrata di un Luna Park, dove Samuel lo invita ad entrare. La scena non viene vista dai poliziotti perché tutta l'area attorno al parco dei divertimenti dei Sullivan è come protetta da un'illusione che ne cela l'esistenza.
Arrivato al luna park, Sylar si dimostra subito molto poco disponibile ai piani di Samuel, difatti il ripristino della memoria non gli riporta alla luce il suo passato, ma al contrario, il killer ha frammenti del passato di Nathan Petrelli. Inoltre lo stesso Sylar, una volta venuto a sapere dei suoi tanti omicidi si rifiuta di credere di esserne stato capace. Samuel decide allora di attendere; e fino ad allora consacra Sylar tra la "famiglia" del Luna Park dei Sullivan.
Nel frattempo il Sylar nella mente di Matt, grazie ad uno stratagemma prende il possesso del corpo ospite e si dirige in una tavola calda minacciando il poliziotto di compiere una carneficina se non gli dirà la verità sulla collocazione del suo corpo; il poliziotto alla fine cede, ma riesce a chiamare la polizia e costringerli a sparargli addosso compiendo uno sforzo immane per fermare il killer una volta per tutte.
Nel frattempo il corpo di Sylar, recuperata la memoria (di Nathan) fugge dal luna park e si dirige in volo a casa del fratello Peter; il quale lo aiuta a scoprire cosa gli sta succedendo realmente e, grazie all'aiuto dell'Haitiano i due Petrelli trovano il cadavere del vero Nathan; dunque toccandolo il finto Nathan scopre che dietro a tutto c'è Parkman. Peter accompagna dunque il fratello nell'ospedale dove il poliziotto è in cura e lo salva grazie al suo potere. Dunque Parkman vuota il sacco ed i due visitatori rimangono scioccati, tuttavia senza che abbiano il tempo di dire una parola vengono sorpresi da un'agente di sicurezza che inizia una colluttazione infortuita nel corso della quale la mano di "Nathan" tocca quella di Parkman e la mente di Sylar coglie dunque l'occasione per tornare nel suo corpo. Sconvolto "Nathan" vola via seguito da Peter, che ne copia il potere per non perderlo nuovamente di vista.
Con il subconscio di nuovo nel suo corpo d'origine, Sylar deve ora soltanto liberarsi dell'altra mente presente nel suo corpo, quella di Nathan. Durante il giorno del ringraziamento, mentre cena con Angela e Peter Petrelli, prende il sopravvento sulla personalità del senatore ed incomincia a torturarli con l'intenzione di ucciderli, finché spronato dalle parole di Peter, Nathan non riprende il controllo e, terrorizzato da ciò che è diventato e dal male che poteva fare vola via. Poco dopo tuttavia Peter si mette sulle sue tracce e, forte dei poteri dell'Haitiano picchia a sangue il killer (che nel frattempo ha preso il sopravvento) dopo aver soppresso i suoi poteri. Tuttavia Nathan si è stancato di lottare e dopo averlo spiegato al fratello e avergli detto addio, si butta dal tetto dell'ospedale in cui combattevano lasciando dopo la caduta totalmente spazio a Sylar, il quale come prima cosa si dirige al luna park dei Sullivan per vendicarsi di Samuel. Tuttavia il circense lo sconfigge con facilità in quanto il numero di poteri posseduti da Sylar non fa che andare a vantaggio di Samuel. In seguito Lydia lo cura convincendolo poi ad andarsene. La donna comprende inoltre il turbamento dell'uomo per la sua paura di morire solo e lo invita a cercare cosa desidera realmente. Grazie a questo feeling con la donna Sylar ne assorbe il potere empaticamente, per poi dirigersi alla ricerca di Claire Bennet.
Sylar aspetta Claire in una classe vuota. Al suo arrivo la minaccia dicendole che se non lo aiuta, la sua amica Gretchen sarebbe morta. Il killer incomincia ad esporre tutti i punti che lui e lei hanno in comune, non capacitandosi del fatto che siano così diversi. Claire gli dice che è uno psicopatico e fa per allontanarsi, quando Sylar la blocca, la sbatte sul divano e la bacia.
Utilizzando il potere di Lydia, scopre che Claire ha paura di affrontare tutte le sue situazioni, in particolare il rapporto teso venutosi a creare tra lei e Gretchen, dicendole che se continuerà così, rimarrà sola come lui. Claire, dopo aver scoperto dove si trovava Gretchen, si alza e lo colpisce in un occhio con una matita. Arrivata nella stanza, libera l'amica e si chiudono in un magazzino per nascondersi da Sylar.
Qui Claire dopo essersi scusata per il comportamento avuto la mattina stessa, le dice che ha capito che forse l'unico modo che ha Sylar per non sentirsi solo è quello di eliminare i suoi poteri, che lo frenano dall'essere normale, lo stesso blocco che la rende uguale a lui.
Qui Gretchen assume però l'identità di Sylar, che si era trasformato, e ringrazia Claire per avergli dato una spiegazione. Sylar assiste alla scena di Claire che si scusa con la vera Gretchen, poi si dirige a casa di Matt Parkman. Ad accoglierlo è la moglie, a cui si presenta come un collega di Matt. Quando questi arriva, lo porta in cantina con una scusa. Qui Sylar chiede a Parkman di togliergli i poteri che lo hanno trasformato in un serial killer, minacciandolo che se non l'avesse aiutato avrebbe ucciso sua moglie. Matt gli dice che l'avrebbe aiutato se avesse lasciato fuggire Janice. Lui accetta e Parkman prova con i suoi poteri ad aiutarlo, ma invano.
Sylar allora approfitta del ritorno della moglie per minacciarlo. Parkman riesce a calmarlo e riprova, ma invece di togliergli i poteri li nasconde da qualche parte nella sua mente e lo rinchiude dentro ad un suo incubo (come aveva fatto il padre di Parkman con lui).
Mentre Sylar è intrappolato nell'incubo, Matt prende il suo corpo e lo mura vivo in un angolo della cantina. Viene però fermato da Peter Petrelli che interviene prendendogli il potere della telepatia.
Peter gli dice che Sylar è l'unico che può salvare Emma, dicendo questo lo tocca ed entra nel suo incubo per liberarlo. Grazie al suo aiuto Sylar riesce ad uscire dal mondo onirico in cui era imprigionato, tuttavia quando i due si svegliano scoprono di trovarsi nella cantina di Matt e salite le scale trovano ad attenderli gli uomini di Samuel; sconfitti gli avversari i due scopriranno i piani del circense grazie al potere telepatico di Peter. In seguito Matt cercherà di ostacolarli perché non si fida di Sylar, tuttavia egli afferma di essere cambiato, poiché il tempo che ha trascorso nell'incubo è sembrato essere lungo cinque anni e chiede l'occasione di dimostrarlo, convincendo così il poliziotto a lasciarlo andare.
Arrivati a Central Park i due si divideranno ed il killer dimostrerà di essersi redento salvando Emma da Eric Doyle senza uccidere quest'ultimo.

### Prologo Volume sei: il nuovo mondo
Il cammino della redenzione di Sylar si è finalmente concluso, poi lui e Peter vedono Claire salire in cima alla ruota panoramica del luna park per poi gettarsi nel vuoto dando sfoggio del suo potere rigenerante davanti alle telecamere rivelando al mondo l'esistenza dei soggetti avanzati, Sylar afferma che questo è l'inizio di un mondo nuovo.

## Poteri e abilità
L'abilità di Sylar consiste nella comprensione di tutti i sistemi complessi, compresi quelli del meccanismo cerebrale dei vari "heroes". Nella prima parte della sua vita sfrutta tale abilità nel suo lavoro da orologiaio, ma in seguito, comprendendo come funzionano i poteri nei vari soggetti avanzati, inizia ad ucciderli, esaminandogli il cervello e rubandone i poteri.
Tutte le abilità acquisite sono state ottenute uccidendo i rispettivi proprietari ed esaminandone il cervello. L'unica che rimane viva, grazie al suo potere (rigenerazione spontanea), è Claire Bennet. Durante le prime due stagioni non viene chiarito subito il modo in cui Sylar ruba i poteri e visto che i cervelli delle sue vittime non venivano quasi mai ritrovati alcuni degli altri personaggi avevano anche ipotizzato che li mangiasse, come fa Claire quando Sylar le aprirà il cranio durante la terza stagione, episodio in cui si capisce che in realtà il killer si limita ad "osservare" e "capire".
A partire dalla terza stagione Sylar scopre di poter acquisire nuovi poteri anche senza uccidere, tramite la comprensione empatica. Similmente a Peter Petrelli è in grado di assorbire i poteri dei soggetti avanzati anche in modo non violento, osservando le loro reazioni sensitive. Tuttavia sfrutta poche volte questa abilità, continuando a preferire il metodo violento. Con essa assorbe l'elettrocinesi da Elle Bishop, il potere di mutare il proprio aspetto da James Martin, il potere di volare da Nathan Petrelli e l'empatia tatuaria da Lydia.

### Abilità acquisite
Con la sua abilità, Sylar, durante la prima stagione, ha acquisito molte capacità. In ordine cronologico:
- Telecinesi di Brian Davis[1]
- Frantumazione di Trevor Zeitlan[2]
- Criocinesi di James Walker[3]
- Liquefazione di Zane Taylor[4]
- Superudito di Dale Smither[5]
- Precognizione di Isaac Mendez[6]
- Radioattività indotta di Ted Sprague[7]

A queste si dovrebbe aggiungere anche la Supermemoria di Charlie Andrews. Tuttavia, nell'ottavo episodio della quarta stagione, C'era una volta in Texas, Hiro Nakamura è tornato indietro nel tempo, impedendogli di assimilarlo. Così, nella linea temporale corrente, Sylar non ha mai acquisito quel potere.
Durante la seconda stagione, in seguito all'infezione del Virus Shanti, i suoi poteri sono stati gravemente compromessi, facendo sì che, dei poteri ottenuti in precedenza, rimanesse solo la telecinesi. Una volta guarito, ha ricominciato a far scorta di poteri, acquisendone di nuovi:
- Rigenerazione cellulare di Claire Bennet[10]
- L'Alchimia di Bob Bishop[11]
- Psicometria di Bridget Bailey[12]
- Manipolazione sonora di Jesse Murphy[12]
- Elettrocinesi di Elle Bishop[13]
- Rilevazione di bugie di Sue Landers[14]
- Metamorfosi di James Martin[15]
- Disintegrazione di Tom Miller[16]
- Volo di Nathan Petrelli[17]
- Empatia di Lydia[18]